# Qualidade em UTI

## Qualidade e ferramentas de gerenciamento em UTI
Unidades de terapia intensiva (UTI) representam hoje um dos principais componentes do sistema de saúde. Os avanços em medidas de suporte e na monitoração resultaram em melhora significativa dos cuidados de pacientes clínicos e cirúrgicos. Atualmente, procedimentos cirúrgicos de grande porte e transplantes são mais seguros devido a existência de unidades fechadas onde uma monitoração contínua ocorre durante o período de pós-operatório imediato. Sobretudo, o tratamento e recuperação plena de pacientes clínicos gravemente enfermos tais como aqueles que sofrem de infecções graves ocorre como resultado do tratamento intensivo. Contudo, apesar de avanços substanciais nas areas de ventilação mecânica, diálise, terapia antimicrobiana e monitoração hemodinâmica, muitas vezes o conhecimento vigente não é adequadamente traduzido para a prática. Desta forma o conhecimento crescente sobre tratamento e monitoração em medicina intensiva não é oferecido de modo equânime a todos pacientes. Um número reduzido de leitos de UTI tem papel importante nesse problema, contudo mesmo quando os pacientes tem acesso a uma UTI há ainda grande variabilidade no tratamento e a adesão a medidas de boa prática clínica não ocorre.

## Monitorando a qualidade de uma UTI
Diversos estudos demonstram que a não-adesão a padrões de tratamento estão associados a maior mortalidade e morbidade. Apenas 50% dos Norte-Americanos recebem os tratamentos ideais para sua condição médica e até 30% recebe intervenções inapropriadas. Um dia na UTI custa em torno de US$3.000, um valor seis vezes superior a de pacientes internados em enfermarias. As UTIs consomem 20% dos gastos hospitalares e apenas nos EUA representaram um custo de US$91 bilhões em 2001. Estima-se que em países desenvolvidos consomde de 0.25 a 1% do PIB. Tais números são preocupantes, em especial se considerarmos a crescente demanda por leitos de UTI. Desta forma, é razoável dizer que esforços não devem ser medidos para a melhoria de performance das UTIs. 

## Ferramentas para a monitoração de qualidade
Diversas medidas de de performance de UTI tem sido propostas nos ultimos 30 anos. É intuitivo, e correto, assumir que a taxa de mortalidade pode ser um critério de qualidade. Entretanto, a taxa de mortalidade bruta não leva em consideração as peculiaridades de cada paciente ou população de pacientes tratado em um determinado país, cidade, hospital ou UTI. Desta forma taxas de mortalidade padronizadas que são ajustadas para a gravidade, co-morbidades e outros aspectos individuais são frequentemente utilizadas. A gravidade da doenças agudas são frequentemente avaliadas por scores que integram variáveis clínicas, fisiológicas e demográficas. Escores de gravidade são ferramentas interessantes para descrever populações de UTI e explicar seus diferentes desfechos. Os escores mais frequentemente utilizados são APACHE II, SAPS II e MPM. Recentemente novos escores como APACHE IV e SAPS3 foram introduzidos na prática médica. Mais do que utilizar escores de gravidade, aqueles que atuam em UTI devem buscar a aderência a intervenções clínicas de qualidade. A aderência a intervenções como profilaxia de trombose venosa profunda, redução de infecções nosocomiais, uso de regimes adequados de sedação, notificação de eventos adversos graves são essenciais e são aceitas como benchmarking de qualidade.
A difícil tarefa de coletar e analisar dados de medidas de performance podem ser facilitadas por sistemas de informações clínicas. Embora diversos sistemas estejam disponíveis estes em geral tem foco em prescrição e prontuário eletrônico além de monitoração individual dos pacientes. Poucos foram concebidos para agregar informações clínicas e gerar relatórios amplos fornecendo um panorama da performance das UTIs. Estes sistemas geram dados detalhados em diversos domínios tais como mortalidade, gravidade de doença, tempo de internação escores clínicos, infecções nosocomiais, eventos adversos graves e aderência a intervenções clínicas. Muito embora a implementação de iniciativas de qualidade melhorando os cuidados a pacientes e sua segurança são objetivos necessários e factíveis. Sistemas disponíveis para uso clínico Epimed Monitor) podem facilitar esse processo no dia a dia e prover análise profunda de dados essenciais à avaliação de performance das UTIs. Sendo este último (Epimed) a maior base de pacientes de UTI da América Latina e Europa permitindo benchmarking em tempo real com mais de 800 UTIs.
Em conclusão, toda UTI deve ter programas e sistemas voltados para a melhoria de performance para que a qualidade dos cuidados nessas unidades e os desfechos de pacientes obtenham melhoras significativas.